# Famille royale d'Espagne
Ne doit pas être confondu avec Maison de Bourbon (Espagne).
La famille royale d'Espagne est composée du titulaire de la couronne, qui porte le titre de roi ou de reine d'Espagne, de son conjoint, prince ou reine consort, de ses enfants et de ses parents.
La Couronne fait la différence entre la famille royale officielle, qui ne comprend que les personnes précédemment citées, et la famille du roi, qui désigne la famille élargie du souverain (frères et sœurs, neveux et nièces, oncles et tantes).

## Dispositions constitutionnelles
Dans la Constitution espagnole de 1978, la couronne fait l'objet du titre II qui comprend les articles 56 à 65.
Elle établit notamment à l'article 57.1 les modalités de succession au trône :
« La Couronne d'Espagne est héréditaire pour les successeurs de S.M. le roi Juan Carlos Ier, héritier légitime de la dynastie historique. La succession au trône suivra l’ordre régulier de primogéniture et de représentation, la ligne antérieure étant toujours préférée aux postérieures ; dans la même ligne, on préférera le degré le plus proche au plus lointain ; au même degré, l’homme à la femme et, dans le même sexe, l’aîné au cadet. »

### Titulaire de la Couronne
Quand la Couronne appartient à une femme, on fait allusion à elle comme « reine propriétaire » afin de marquer la différence avec la « reine consort », qui est dénommée ainsi uniquement pour être l'épouse du roi.

### Reine consort ou consort de la reine
Article 58 de la Constitution espagnole de 1978 :
« La reine consort ou le consort de la reine ne pourra pas assumer des fonctions constitutionnelles, sauf en ce qui concerne les dispositions sur la régence. »
Lorsque le titulaire de la Couronne est un homme, son consort prend le titre de reine et reçoit le prédicat de majesté.
Lorsque le titulaire de la Couronne est une femme, son consort prend le titre de prince et reçoit le prédicat d'altesse royale. Il n'existe aucune disposition constitutionnelle empêchant une « reine propriétaire » d'élever son conjoint à la dignité de roi consort, avec le prédicat de majesté.

### Héritier de la Couronne
Article 57.1 de la Constitution espagnole de 1978 :
« Le prince héritier, dès sa naissance ou dès qu’il aura été désigné comme tel, portera le titre de prince des Asturies ainsi que les autres titres attachés traditionnellement au successeur de la Couronne d’Espagne. »
Le successeur immédiat au trône, à savoir la personne qui deviendrait automatiquement roi ou reine d'Espagne dans le cas où le monarque régnant décéderait ou abdiquerait, est élevé à la dignité de prince ou de princesse des Asturies et reçoit le prédicat d'altesse royale.
La dignité de prince ou de princesse des Asturies et le prédicat d'altesse royale correspondent à l'héritier de la Couronne depuis le moment même où il est positionné en premier lieu de l'ordre de succession au trône, soit par sa naissance (premier enfant du roi), soit plus tard (en cas de décès du prince des Asturies).
Le consort du prince ou de la princesse des Asturies porte le même titre et bénéficie du prédicat d'altesse royale, sans distinction de sexe.

### Enfants du titulaire de la Couronne
Les enfants du titulaire de la Couronne qui ne bénéficient pas de la dignité de prince ou princesse des Asturies, ainsi que les enfants de ce dernier, sont depuis leur naissance infants d'Espagne et reçoivent le prédicat d'altesse royale.
Leurs consorts bénéficient du titre et reçoivent le prédicat que le titulaire de la Couronne juge nécessaire de leur accorder, conformément à la Constitution espagnole de 1978.
Les fils et les filles des infants d'Espagne sont grands d’Espagne, et bénéficient du prédicat d'excellence.

### Mariage
Article 57.4 de la Constitution espagnole de 1978 :
« Les personnes qui, ayant droit à la succession au trône, contracteraient un mariage malgré l’interdiction expresse du roi et des Cortes Generales seront exclues de la succession à la Couronne ainsi que leurs descendants. »
Par conséquent l'assentiment royal et parlementaire aux mariages des personnes placées dans l'ordre de succession à la Couronne est présumé. Une personne ne perd ses droits de succession à la Couronne à la suite de son mariage que si elle le contracte après que le souverain et le Parlement s'y sont opposés.

## Membres de la famille royale
La famille royale inclut :

### Famille royalestricto sensu
- le roi Felipe VI et la reine Letizia
  - la princesse Leonor, princesse des Asturies (fille aînée du roi)
  - l'infante Sofía (fille cadette du roi)
- le roi émérite Juan Carlos et la reine Sophie (parents du roi)

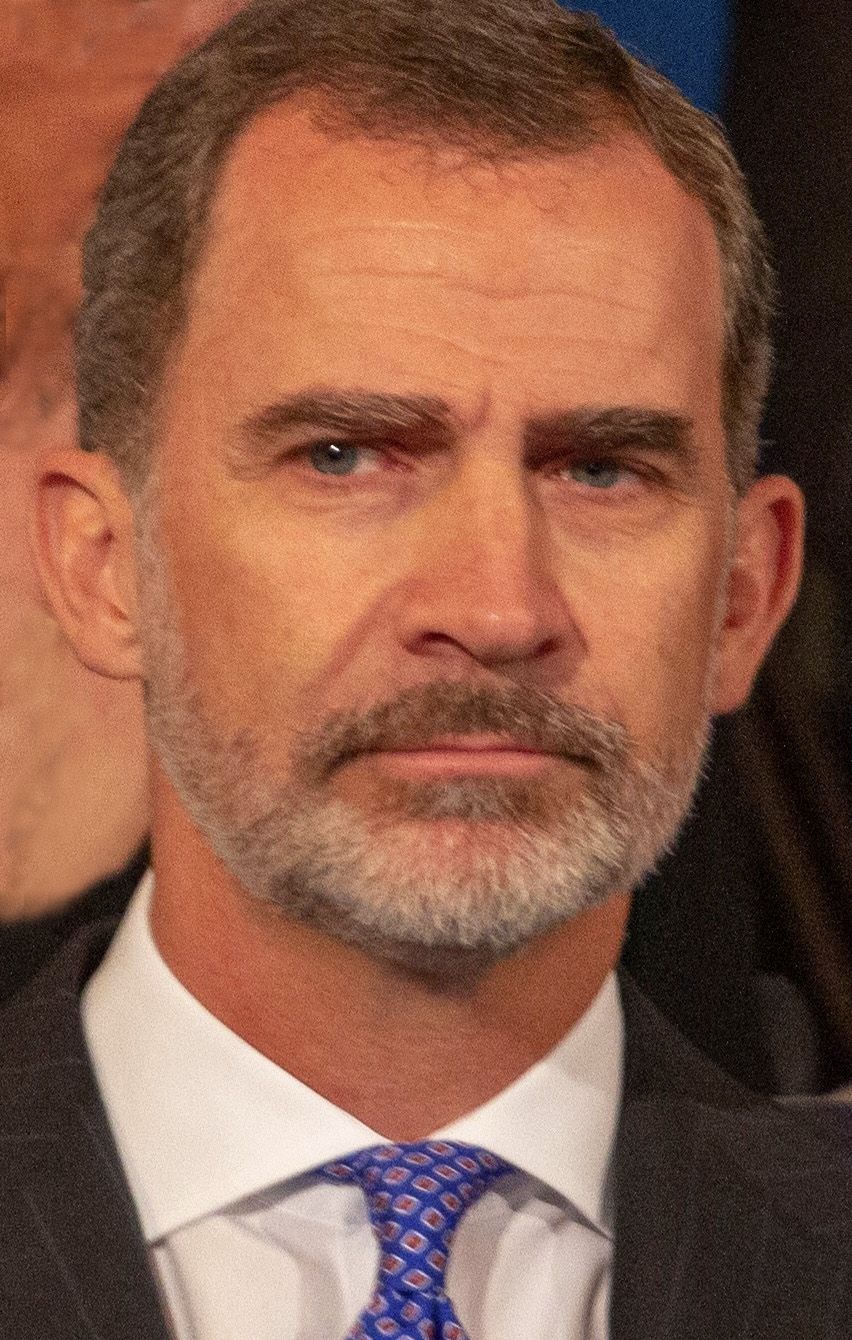
Felipe VI
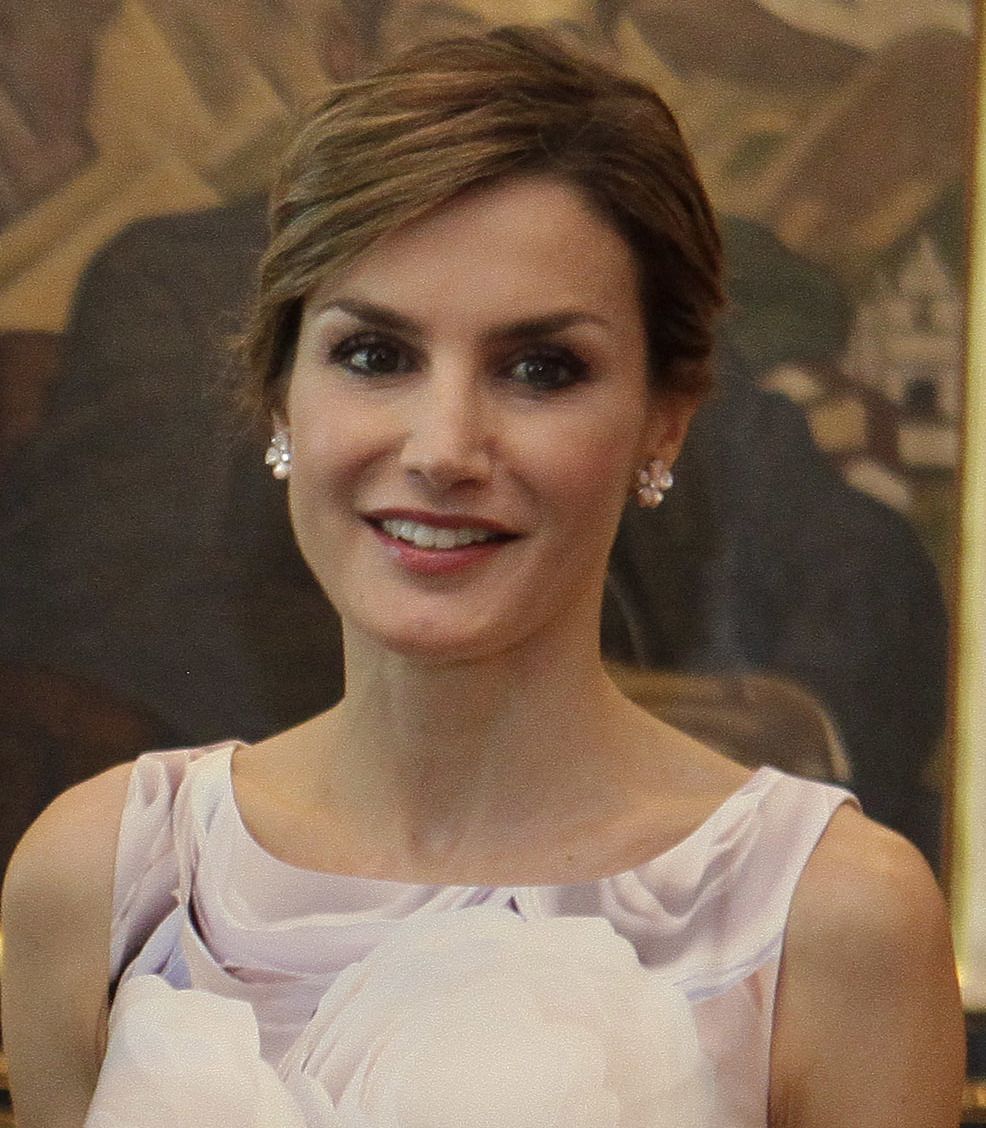
Letizia Ortiz
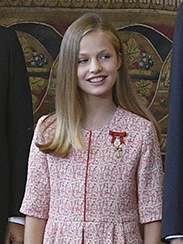
Leonor de Borbón y Ortiz
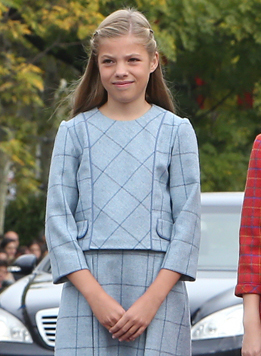
Sofía de Borbón y Ortiz
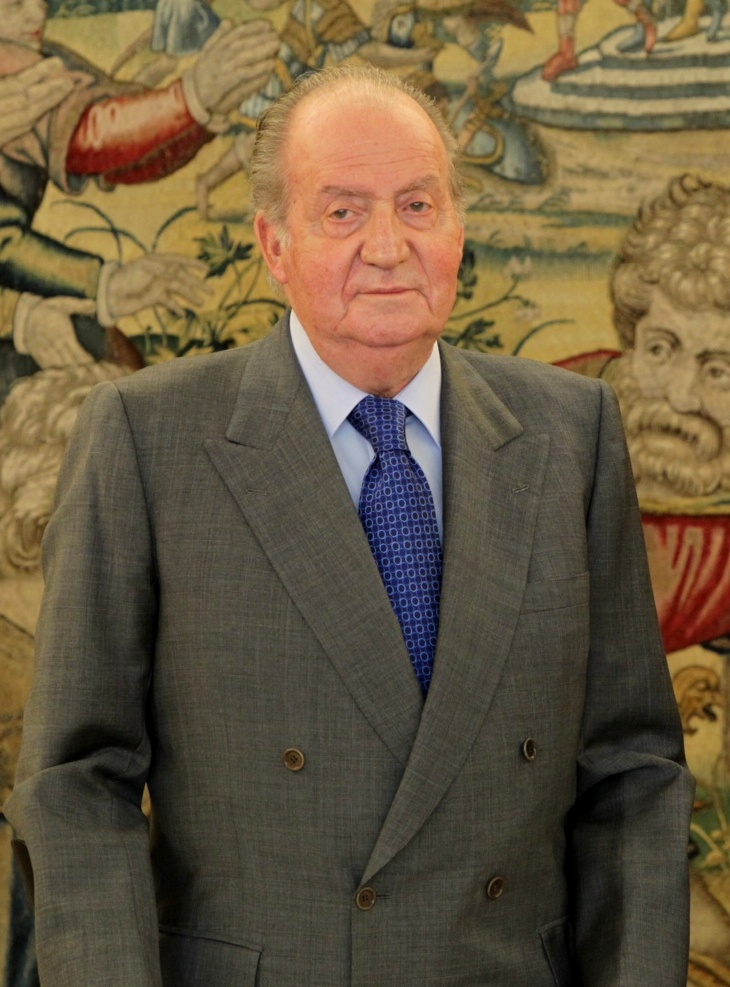
Juan Carlos Ier
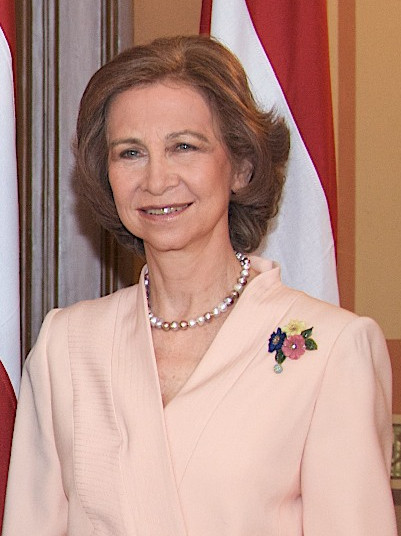
Sophie de Grèce

### Famille du roi
- l'infante Elena, duchesse de Lugo (sœur du roi)
  - Felipe de Marichalar y Borbón (fils de l'infante Elena)
  - Victoria de Marichalar y Borbón (fille de l'infante Elena)
- l'infante Cristina (sœur du roi)
  - Juan Urdangarin y Borbón (fils de l'infante Cristina)
  - Pablo Urdangarin y Borbón (fils de l'infante Cristina)
  - Miguel Urdangarin y Borbón (fils de l'infante Cristina)
  - Irene Urdangarin y Borbón (fille de l'infante Cristina)
- l'infante Margarita, duchesse de Soria et d'Hernani, et Carlos Zurita, duc consort de Soria et d'Hernani (tante du roi et son époux)

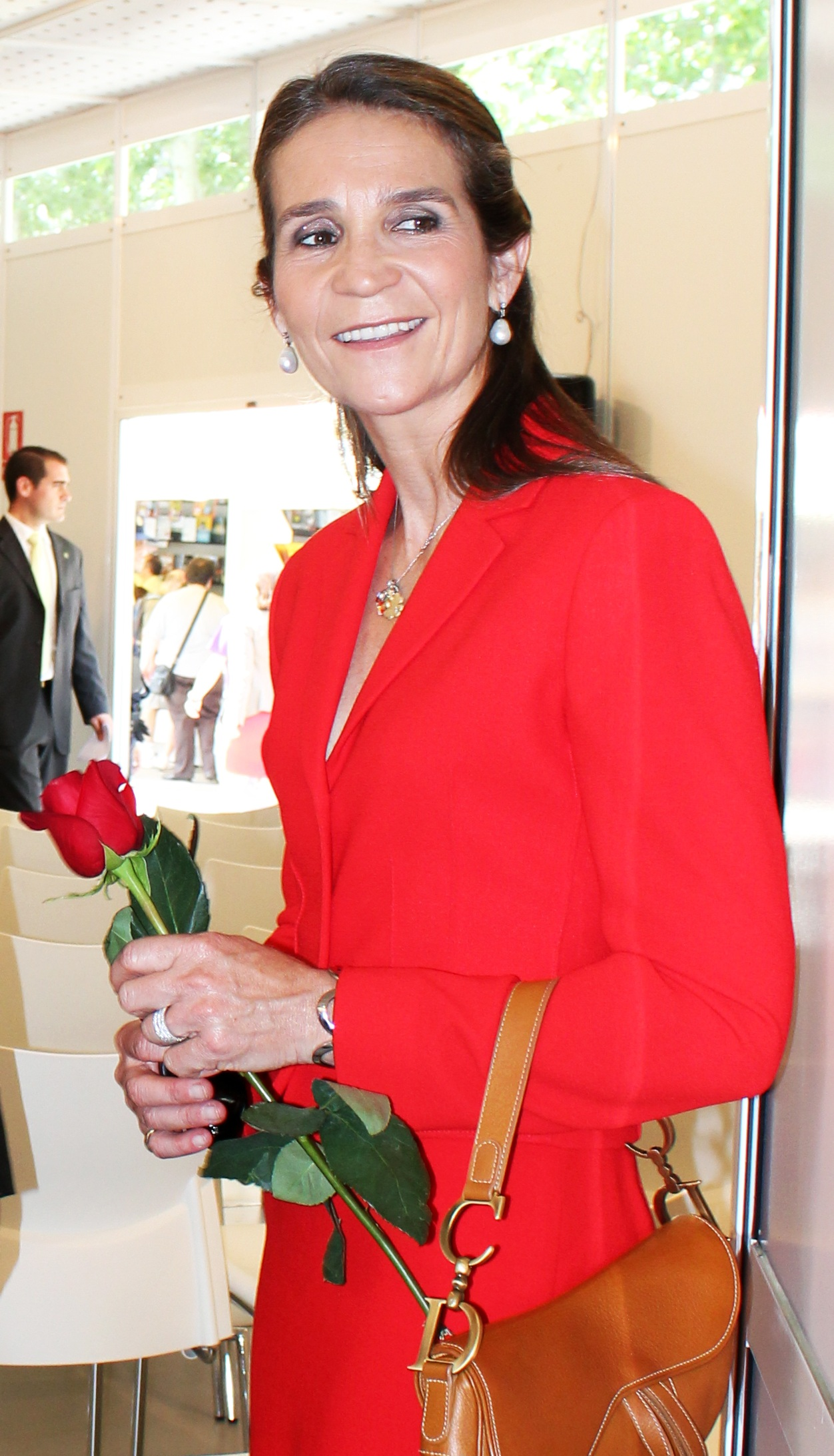
Elena de Borbón y Grecia
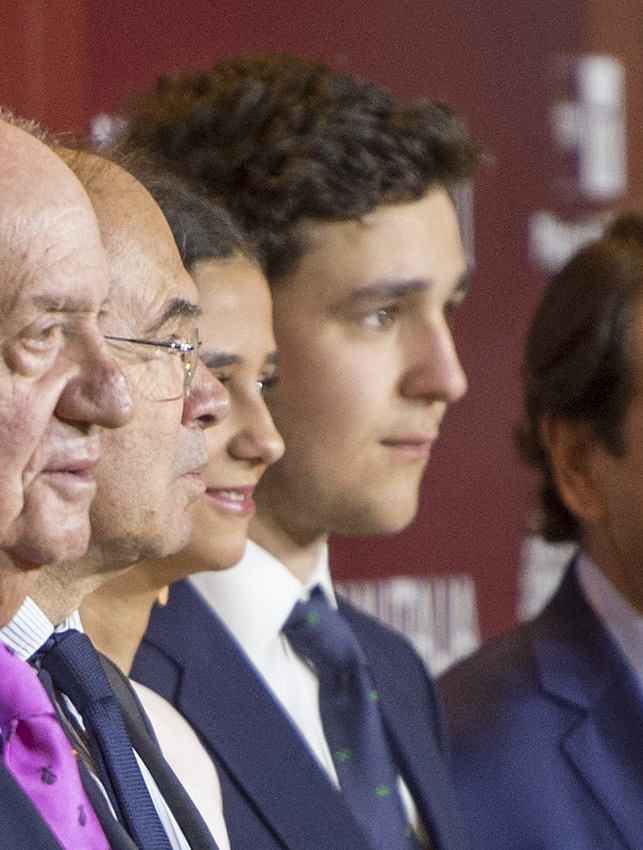
Felipe de Marichalar y Borbón
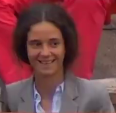
Victoria de Marichalar y Borbón
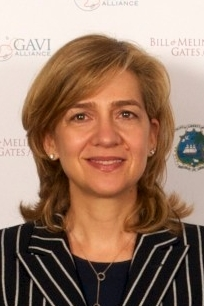
Cristina de Borbón y Grecia
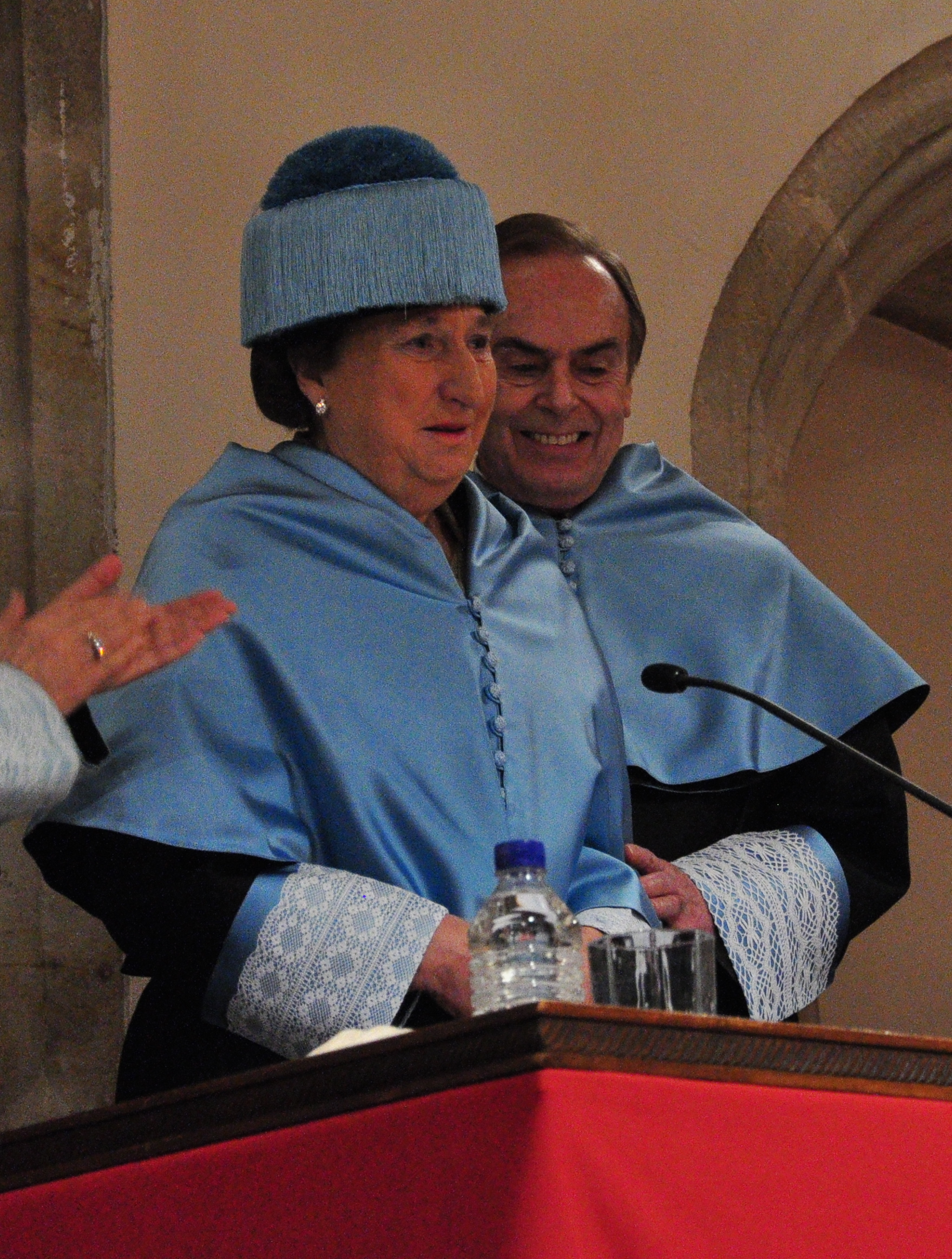
Margarita de Borbón et Carlos Zurita

### Veuves d'infants d'Espagne
- Anne d'Orléans, duchesse douairière de Calabre.

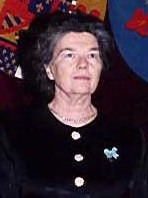
Anne d'Orléans